# Licania caldasiana
Espèce
Statut de conservation UICN

 EX  : Éteint
Licania caldasiana est une espèce de plantes à fleurs disparue de la famille des Chrysobalanaceae.

## Publication originale
- Fieldiana, Botany 27(2): 106. 1951.